# Lasallea angusta
Lasallea angusta är en stekelart som beskrevs av Boucek 1993. Lasallea angusta ingår i släktet Lasallea och familjen puppglanssteklar. Inga underarter finns listade i Catalogue of Life.